# چی‌چی بینه
چی‌چی بینه (به لاتین: çiçibinə، به آواری: Жагънаб) یک منطقه مسکونی در جمهوری آذربایجان است که در شهرستان زاقاتالا واقع شده است.